# Vaux-Champagne
 Vaux-Champagne  là một xã ở tỉnh Ardennes, thuộc vùng Grand Est ở phía bắc nước Pháp.